# Przełęcz Siodło
Przełęcz Siodło – przełęcz w Bieszczadach Zachodnich w grupie Tarnicy, położona na wysokości 1212 m n.p.m. pomiędzy szczytami Halicza (1333 m n.p.m.) a Wołowego Garbu (1248 m n.p.m.). Przez przełęcz nie prowadzi żaden znakowany szlak turystyczny.